# Maja Chwalińska
Maja Chwalińska (Dąbrowa Górnicza, 11 oktober 2001) is een tennisspeelster uit Polen. Chwalińska begon op zevenjarige leeftijd met het spelen van tennis. Haar favoriete ondergrond is hardcourt. Zij speelt linkshandig en heeft een tweehandige backhand. Zij is actief in het internationale tennis sinds 2016.

## Loopbaan
Op het Australian Open 2017 was zij samen met landgenote Iga Świątek verliezend finalist in de meisjesdubbelspelfinale. Enkele weken later won zij haar eerste ITF-titel op het dubbelspeltoernooi van Wirral (Engeland), samen met de Japanse Miyabi Inoue.
In 2019 won Chwalińska haar eerste enkelspeltitel, op het ITF-toernooi van Bytom (Polen). Tot op heden(juni 2025) won zij zeven ITF-titels in het enkelspel en elf in het dubbelspel.
In 2022 had zij haar grandslamdebuut, door zich te kwalificeren voor Wimbledon – in haar openingspartij versloeg zij de Tsjechische Kateřina Siniaková. In oktober kwam zij binnen op de top 150 van de wereldranglijst.
In december 2024 won Chwalińska haar eerste WTA-titel op het dubbelspeltoernooi van Buenos Aires, samen met landgenote Katarzyna Kawa. Hiermee maakte zij ook in het dubbelspel haar entrée tot de mondiale top 150. De week erna won zij op het WTA 125-toernooi van Florianópolis zowel de enkelspeltitel (haar eerste) als die in het dubbelspel.
In april 2025 trad zij toe tot de mondiale top 100 van het dubbelspel.

### Tennis in teamverband
In de periode 2019–2024 maakte Chwalińska deel uit van het Poolse Fed Cup-team – zij vergaarde daar een winst/verlies-balans van 4–3.

## Posities op deWTA-ranglijst
Positie per einde seizoen:
| jaar | rang enkelspel | rang dubbelspel |
| ---- | -------------- | --------------- |
| 2016 | 900            | –               |
| 2017 | 588            | 828             |
| 2018 | 336            | 344             |
| 2019 | 220            | 372             |
| 2020 | 220            | 429             |
| 2021 | 343            | 397             |
| 2022 | 154            | 199             |
| 2023 | 349            | 411             |
| 2024 | 165            | 183             |

## Palmares
| Legenda                 |
| ----------------------- |
| Grandslamtoernooi       |
| Olympische Spelen       |
| Year-End Championships  |
| Premier Mandatory       |
| Premier Five / WTA 1000 |
| Premier / WTA 500       |
| International / WTA 250 |
| Challenger / WTA 125    |

### WTA-finaleplaatsen enkelspel
| nr.              | finale     | toernooi          | ondergrond | tegenstandster | score    |         |
| ---------------- | ---------- | ----------------- | ---------- | -------------- | -------- | ------- |
| gewonnen finales |            |                   |            |                |          |         |
| 1.               | 2024-12-08 | WTA Florianópolis | gravel     | Ylena In-Albon | 6-1, 6-2 | details |
| verloren finales |            |                   |            |                |          |         |
| geen             |            |                   |            |                |          |         |

### WTA-finaleplaatsen vrouwendubbelspel
| nr.              | finale     | toernooi          | ondergrond | partner          | tegenstandsters                        | score            |         |
| ---------------- | ---------- | ----------------- | ---------- | ---------------- | -------------------------------------- | ---------------- | ------- |
| gewonnen finales |            |                   |            |                  |                                        |                  |         |
| 1.               | 2024-12-01 | WTA Buenos Aires  | gravel     | Katarzyna Kawa   | Laura Pigossi Mayar Sherif             | 6-4, 3-6, [10-7] | details |
| 2.               | 2024-12-07 | WTA Florianópolis | gravel     | Laura Pigossi    | Nicole Fossa Huergo Valerija Strachova | 7-6, 6-3         | details |
| 3.               | 2025-03-22 | WTA Antalya       | gravel     | Anastasia Dețiuc | Jesika Malečková Miriam Škoch          | 4-6, 6-3, [10-2] | details |
| verloren finales |            |                   |            |                  |                                        |                  |         |
| 1.               | 2025-03-29 | WTA Antalya       | gravel     | Anastasia Dețiuc | María Lourdes Carlé Simona Waltert     | 6-3, 5-7, [3-10] | details |

### Gewonnen ITF-toernooien enkelspel
| nr. | finale     | toernooi            | dotatie  | ondergrond | tegenstandster in finale | score    |
| --- | ---------- | ------------------- | -------- | ---------- | ------------------------ | -------- |
| 1.  | 2019-07-28 | Bytom               | $ 25.000 | gravel     | Nina Potočnik            | 6-3, 6-4 |
| 2.  | 2019-08-04 | Grodzisk Mazowiecki | $ 25.000 | gravel     | Dejana Radanović         | 6-3, 6-4 |
| 3.  | 2019-08-11 | Warschau            | $ 60.000 | gravel     | Anastasija Komardina     | 6-3, 6-4 |
| 4.  | 2022-01-16 | Monastir            | $ 25.000 | hardcourt  | Carole Monnet            | 6-4, 6-4 |
| 5.  | 2022-05-08 | Praag               | $ 60.000 | gravel     | Ekaterine Gorgodze       | 7-5, 6-3 |
| 6.  | 2024-07-07 | Montpellier         | $ 60.000 | gravel     | Oksana Selechmetjeva     | 6-3, 6-2 |
| 7.  | 2024-07-21 | Porto               | $ 60.000 | hardcourt  | Tessah Andrianjafitrimo  | 7-5, 6-1 |

## Resultaten grandslamtoernooien
| Legenda | Legenda                          |
| ------- | -------------------------------- |
| g.t.    | geen toernooi gehouden           |
| l.c.    | lagere categorie                 |
| –       | niet deelgenomen                 |
| G       | uitgeschakeld in de groepsfase   |
| 1R      | uitgeschakeld in de eerste ronde |
| 2R      | uitgeschakeld in de tweede ronde |
| 3R      | uitgeschakeld in de derde ronde  |
| 4R      | uitgeschakeld in de vierde ronde |
| KF      | uitgeschakeld in de kwartfinale  |
| HF      | uitgeschakeld in de halve finale |
| F       | de finale verloren               |
| W       | het toernooi gewonnen            |
| w-v     | winst/verlies-balans             |

### Enkelspel
| toernooi        | 2022 |    | 2025 |
| --------------- | ---- | -- | ---- |
| Australian Open | –    | 1R |      |
| Roland Garros   | –    | –  |      |
| Wimbledon       | 2R   |    |      |
| US Open         | –    |    |      |